# Pigeonnier de la Restrie
Le pigeonnier de la Restrie est un ancien pigeonnier situé sur la commune de Pocé-sur-Cisse, dans le département français d'Indre-et-Loire.
Construit aux XVIe et XVIIe siècles mais réaménagé à l'époque moderne en habitation, il est inscrit comme monument historique en 1989.

## Localisation
Le pigeonnier est construit au nord du bourg de Pocé-sur-Cisse, au lieu-dit « la Restrie », en bordure de la route qui conduit à Saint-Ouen-les-Vignes.

## Histoire
Le pigeonnier est celui d'un fief dépendant de Pocé et mentionné sur la carte de Cassini. Il est construit aux XVIe et XVIIe siècles mais il est ultérieurement transformé en habitation.
L'édifice est inscrit comme monument historique par arrêté du 8 juin 1989.

## Description
Le pigeonnier, à pans de bois sur plan carré, est construit au-dessus d'un porche en pierre de taille dont l'ouverture en plein cintre permet d'accéder à l'intérieur de la propriété. Sa toiture pyramidale en tuiles est terminée par un lanternon octogonal en ardoises.

## Pour en savoir plus